# Докукин, Александр Викторович
Александр Викторович Доку́кин (8 (21) июля 1909, Тула — 28 октября 1984, Москва) — советский учёный в области горного дела, член-корреспондент Академии наук СССР (1976). Лауреат Сталинской премии (1952).

## Биография

Могила Докукина АВ

Александр Викторович Докукин родился 8 (21) июля 1909 в Туле. В 1935 году окончил Московский горный институт (сейчас – Горный институт НИТУ «МИСиС»). В 1940 — вступил в ВКП(б).
На работе в угольной промышленности — с 1933 года: директор института «Гипроуглемаш» (1945—1947), директор Всесоюзного научно-исследовательского угольного института (ВУГИ) (1950—1958), заместитель директора (1959—1962) и директор (1962—1984) Института горного дела им. А. А. Скочинского. С 1971 по 1984 год работал в должности главного редактора реферативного журнала «Горное дело».
Основными направлениями научных исследований Докукина были технология и комплексная механизация подземной разработки пластовых месторождений твёрдых полезных ископаемых и горная механика. Он создал научные школы в области статической динамики и гидропривода горных машин, установил закономерности возникновения кислых рудничных вод и методы борьбы с ними, разработал методологию научного прогнозирования развития угольной промышленности. Является автором специальных научных трудов, а также трудов по разрушению горных пород, динамике и надежности горных машин и др.
В 1952 году ему была присуждена Сталинская премия третьей степени за создание и внедрение конвейеров для механизации доставки угля из очистных забоев на тонких угольных пластах. С 1969 года Докукин — почётный доктор Силезского политехнического института ПНР, в 1977—1984 — вице-президент Международного оргкомитета Всемирных горных конгрессов.
Докукину принадлежит около 50 патентов и авторских свидетельств.
Александр Викторович Докукин умер 28 октября 1984 года в Москве. Похоронен на Кунцевском кладбище в Москве.

## Награды и звания
- орден Ленина
- 5 орденов Трудового Красного Знамени (в т.ч. 27.03.1954; 18.07.1969)
- орден Знак Почёта
- медали
- Заслуженный деятель науки и техники РСФСР (24.03.1960)
- Сталинская премия третьей степени (1952) — за создание и внедрение конвейеров для механизации доставки угля из очистных забоев на тонких угольных пластах

## Основные публикации
- Применение сжатого воздуха в горной промышленности / А. В. Докукин. М.: Госгортехиздат, 1962. — 348.
- Динамика горных машин с упругими связями / И. Ф. Гончаревич, А. В. Докукин. — М.: Наука, 1975. — 212.
- Технический прогресс в подземной добыче угля: оценка эффективности и прогнозирование / А. В. Докукин, Ю. А. Рудинкин; [отв. ред. Н. А. Архипов]; Акад. наук СССР, Институт горного дела им. А. А. Скочинского. — М.: Наука, 1977. — 137.
- Статистическая динамика горных машин / А. В. Докукин, Ю. Д. Красников, З. Я. Хургин. — М.: Машиностроение, 1978. — 238.
- Основные проблемы горной науки / А. В. Докукин; Акад. наук СССР, Ин-т горн. дела им. А. А. Скочинского. — М.: Недра, 1979. — 382.
- Радиально-поршневые гидромоторы многократного действия [Текст]: конструкция, теория и расчёт / А. В. Докукин, А. Я. Рогов, Л. С. Фейфец. — М.: Машиностроение, 1980. — 287.